# 163 Dywizja Piechoty (III Rzesza)

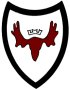
Drugi emblemat

163 Dywizja Piechoty (niem. 163. Infanterie-Division)  – niemiecka dywizja, uczestniczyła w agresji na Norwegii oraz ataku na Związek Radziecki.
Sformowana na mocy rozkazu z 18 listopada 1939, w 7. fali mobilizacyjnej na poligonie Döberitz w III Okręgu Wojskowym. W 1940 dowodzona była przez gen. Engelbrechta i brała udział w ataku na Norwegię. Następnie walczyła na terytorium ZSRR przeciw Armii Czerwonej. Rozbita została 8 marca 1945 na Pomorzu przez oddziały Armii Czerwonej i ludowego Wojska Polskiego.

## Dowódcy
- gen. Erwin Engelbrecht (25 października 1939 – 15 czerwca 1942)
- gen. Anton Dostler (15 czerwca 1942 – 28 grudnia 1942)
- gen. por. Karl Rübel (29 grudnia 1942 – 8 marca 1945)

## Struktura organizacyjna
- Skład w listopadzie 1939:

307. i 310. pułk piechoty, 234. dywizjon artylerii lekkiej;
- Skład w styczniu 1940:

307., 310. i 324. pułk piechoty, 234. pułk artylerii, 234. batalion pionierów, 234. oddział rozpoznawczy, 234. oddział przeciwpancerny, 234. oddział łączności, 234. polowy batalion zapasowy;
- Skład w lutym 1945:

307., 310. i 324. pułk grenadierów, 243. pułk artylerii, 243. batalion pionierów, 243. dywizyjny batalion fizylierów, 243. oddział przeciwpancerny, 243. oddział łączności, 243. polowy batalion zapasowy;